# Jakub Deml

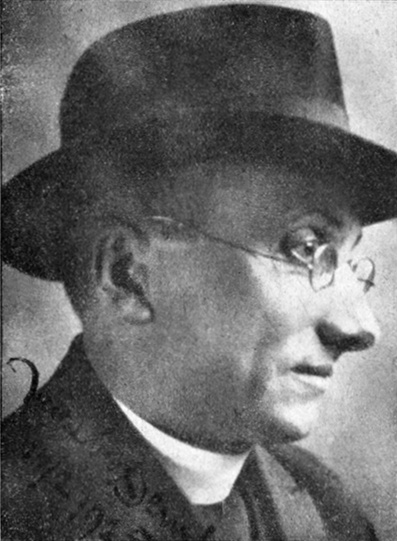
Jakub Deml

Jakub Deml (* 20. August 1878 in Tasov, Österreich-Ungarn; † 10. Februar 1961 in Třebíč) war ein tschechischer Priester, Dichter und Schriftsteller. Mit seiner „Traumprosa“ gilt er als einer der Wegbereiter des tschechischen Surrealismus. Gleichzeitig war er als Exzentriker umstritten.

## Leben
Nach seinem Abitur 1898 ging Deml auf Wunsch seiner Eltern und unter dem Einfluss des Dichters Otokar Březina in das Brünner Priesterseminar. Er schloss sich der „Katholischen Moderne“ an und befreundete sich mit Dichtern wie Sigismund Bouška und Josef Florian. Bis in die Zeit nach dem Zweiten Weltkrieg sollte Deml die Linie des Renouveau catholique propagieren. Nach seiner Priesterweihe 1902 arbeitete er in der kirchlichen Verwaltung. Er verbreitete darin seine eigene Vorstellung von der christlichen Lehre und wurde 1909, nach mehreren Versetzungen in kleine Pfarreien, unbezahlt beurlaubt. Daraufhin widmete er sich nur noch der Literatur. Zwischen Januar 1912 und Januar 1913 pflegte er eine kurze aber intensive Freundschaft mit dem Schriftsteller, Maler und Grafiker Josef Váchal.
1912 kam es zu weiteren Konflikten mit seinen Vorgesetzten; er wurde pensioniert und zog nach Prag um. Hier lernte er 1913 František Xaver Šalda lernen, mit dem ihn eine lange Freundschaft verband. Nach dem Ausbruch und während des Ersten Weltkrieges lebte er in Jinošov, Šternberk und in der Slowakei. 
1921 trat Deml in den Sokol ein, in welchem er seine Vision einer Gesellschaft propagierte. 1922 ließ er sich in einem eigenen Haus in seinem Heimatort Tasov nieder, ein selbstgewähltes Exil, wo er den Großteil seines literarischen Werks verfasste und zumeist in bibliophilen Ausgaben im Selbstverlag veröffentlichte. 1928 brach er mit dem Sokol, weil dieser sich nicht an den Feierlichkeiten zum 1000. Todestag des Heiligen Wenzel von Böhmen beteiligen wollte. Ein mit fast peinlicher Offenheit geschriebenes Erinnerungsbuch an seinen 1929 verstorbenen engen Freund Otokar Březina trug ihm öffentliche Ächtung ein. Ein Verfahren wegen „Beleidigung des Staatsoberhaupts“ wurde 1930 nach persönlicher Intervention des ihn als Schriftsteller schätzenden Tomáš Garrigue Masaryk eingestellt. Zugleich war Deml aber auch einer der engsten Freunde Theodor Lessings, der ihn 1926 erstmals besucht hatte.
Deml reiste in den 1930er Jahren oft ins europäische Ausland und äußerte sich zunehmend konservativ und antisemitisch. Während einer Liebesbeziehung mit einer deutschen Gräfin schrieb Deml auch Gedichte auf Deutsch, der Muttersprache seines Großvaters. Er verurteilte aber auch die deutsche Besatzungspolitik im sogenannten Protektorat Böhmen und Mähren und hatte seit 1943 Publikationsverbot.
1948 wurde Deml wegen „Nazikollaboration“, Antisemitismus und Angriffen gegen den Staatspräsidenten Edvard Beneš vor Gericht gestellt. Vor allem eine Aussage Vítězslav Nezvals zu seinen Gunsten bewahrte ihn vor einer Verurteilung.
Die Originalausgaben von Demls insgesamt fast 135 Werken waren während der 1950er Jahre verboten. Bedřich Fučík bemühte sich seit den 1960er Jahren um eine Rezeption und stellte zu Beginn der 1980er Jahre gemeinsam mit Vladimír Binar eine dreizehnbändige Samizdat-Ausgabe zusammen.

## Werk
Auf Demls Werk hatte die Freundschaft mit dem symbolistischen Schriftsteller Otokar Březina einen großen Einfluss, der ihm auch seine philosophischen und esoterischen Vorlieben vermittelt hatte. Demls erste Schriften waren noch katholisch geprägt. Er interessiert sich vor allem für Träume, die er aufzeichnete und zur Grundlage seiner Werke machte. Bereits die frühen Romane  Hrad smrti (Die Burg des Todes, 1912) und Tanec smrti (Tanz des Todes, 1914) beschäftigen sich in der Form von Traumbüchern mit Gefühlen der Enge und Todesängsten. Eine Art Gegenstück stellten die Prosagedichte in Moji přátelé (Meine Freunde, 1913 bzw. 1917) dar, ein Dialog mit der Pflanzenwelt und heute sein wohl beliebtestes Buch. Hauptthema seiner Bücher war aber stets sein eigenes Leben, Hauptschauplatz seine Heimat Tasov, die er als positiven Gegenpol zur Stadt Prag setzte. In tagebuchartigen Sammelbänden stellte er seine Korrespondenzen, Polemiken, Kritiken, Aphorismen, Notizen, Traumaufzeichnungen und anderes Material montageartig zusammen. In dieser Linie sind die 26 Bände umfassende Sammlung Šlépeje (Fußstapfen, 1917–1941) zu sehen, bei der er sich an den französischen Dichter Léon Bloy anlehnte.
Seinerzeit war Deml nicht besonders geschätzt, wozu sein Hang zur polemischen Schmähung, bei dem er auch Freunden und Schriftstellerkollegen gegenüber keinen Halt machte, seinen Teil beitrug. Seine Werke werden jedoch zu den Wegbereitern des Surrealismus in Tschechien gerechnet. Nezval bezeichnete Deml 1934 als einen Dichter, der schon vor der Entstehung des Surrealismus Surrealist gewesen sei.

## Werke
- Notantur lumina, Gedichte 1907
- Hrad smrti, Erzählband 1912
- Domů, 1912
- Moji přátelé, Gedichte 1913
- Pro budoucí poutníky a poutnice, 1913
- Tanec smrti, Erzählband 1914
- Miriam, Gedichte und Prosa 1916
- Šlépeje, 1917–1941
- Kořeny naší řeči, 1920
- Česno, 1924
- Tepna, 1926
- Kronika městečka Tasova, 1929
- Mé svědectví o Otokaru Březinovi, 1931
- Pozdrav z Tasova, 1932
- Ein denkwürdiger Tag in Kukus, in deutscher Sprache, Tasov 1933
- Zapomenuté světlo, Prosa 1934
- Solitudo, in deutscher Sprache 1934
- Štědrý den, 1934
- Das Lied eines wahnsinnig gewordenen Soldaten, in deutscher Sprache, Prag 1935
- Rodný kraj, 1936
- Verše české 1907 - 1938, Gedichte 1938
- Pupava, 1939
- Proč bychom se netěšili, 1939
- Podzimní sen, 1951
- Cestou do Betléma, 1955
- Ledové květy, 1959

### Übersetzungen ins Deutsche
- Das vergessene Licht, in: Bohumil Hrabals Lesebuch, Frankfurt am Main 1969
- Die Adler; in: Tschechische Erzähler des 19. und 20. Jahrhunderts, Zürich 1990
- Die Burg des Todes, in Unheilige Visionen aus Tasov. Prosa und Dichtung. Klagenfurt 1993
- Pilger des Tages und der Nacht. Prosa, Lyrik, Tagebuchtexte. München 2005 Leseprobe